# 前田まみ
前田 まみ（まえだ まみ、1982年2月4日 - ）は、日本のお笑いタレント・女優である。大阪府大阪市出身。吉本興業所属。

## 人物
1982年、前田五郎の次女として生まれる。
NSC大阪校の女性タレントコースの1期生。2006年に行われた「第2個目金の卵オーディション」に合格し吉本新喜劇に入団する。姉の前田真希も吉本新喜劇の座員（2005年入団）で、姉妹で共演することもある。2009年2月7日および2012年11月3日放送の回では姉妹で姉妹役を演じた。
2016年2月からは、NGKや西梅田劇場の新喜劇開演前の出演者の名前の読み上げも担当している。
演歌が好きで特に前川清の大ファン。また藤あや子は高校時代の友人の母親であり、現在でも親交がある。

## 出演番組

### テレビ
- よしもと新喜劇（毎日放送）
- ザ・細かすぎて伝わらないモノマネ　(フジテレビ) -2022年12月17日